# Coppa Libertadores 2025 (fase ad eliminazione diretta)
La fase a eliminazione diretta della Coppa Libertadores 2025 si disputerà tra il 12 agosto e il 29 novembre 2025. A questa fase della competizione parteciperanno 16 club: le due semifinaliste vincenti si sfideranno nella finale a Lima (Perù).

## Date
Il sorteggio del tabellone finale si è tenuto il 2 giugno 2025 presso il quartier generale della CONMEBOL a Luque, in Paraguay.
| Turno            | Andata                         | Ritorno                        |
| ---------------- | ------------------------------ | ------------------------------ |
| Ottavi di finale | 12-14 agosto 2025              | 19-21 agosto 2025              |
| Quarti di finale | 16-18 settembre 2025           | 23-25 settembre 2025           |
| Semifinali       | 21-23 ottobre 2025             | 28-30 ottobre 2025             |
| Finale           | 29 novembre 2025 a Lima (Perù) | 29 novembre 2025 a Lima (Perù) |

## Formato
Alla fase ad eliminazione diretta hanno avuto accesso 16 squadre, che sono state distribuite in un tabellone organizzato prevedendo la disputa di ottavi di finale, quarti di finale, semifinali e finale. Ad eccezione della finale, tutte le fasi vengono disputate con un doppio confronto di andata e ritorno, nel quale la squadra con il miglior seeding ha il vantaggio di disputare la seconda gara in casa. Se al termine dei tempi regolamentari di entrambe le gare permane il pareggio tra le due squadre, il regolamento della competizione prevede la disputa direttamente dei calci di rigore (escludendo i tempi supplementari). La finale, invece, viene disputata in gara unica e in campo neutro (con la squadra con il seeding più alto che viene denominata come squadra di casa per ragioni regolamentari-amministrative); al termine dei tempi regolamentari vengono eventualmente disputati due tempi supplementari di 15 minuti ognuno e infine i tiri di rigore nel caso in cui permanga il pareggio.

### Procedura del sorteggio
Il sorteggio della fase finale si è tenuto il 2 giugno 2025 presso la sede della CONMEBOL di Luque, in Paraguay. Per gli ottavi di finale, le 16 squadre qualificate sono state divise in due urne, nella prima delle quali sono state inserite le squadre vincitrici di ogni girone, mentre nel secondo sono state inserite le seconde classificate. Nella formazione degli accoppiamenti, le squadre estratte nella Urna 1 hanno ottenuto il vantaggio di disputare la gara di ritorno degli ottavi di finale in casa. Secondo il regolamento della manifestazione, potevano essere estratte in uno stesso accoppiamento due squadre appartenenti alla stessa federazione. Il seeding delle singole squadre all'interno di ogni urna è stato definito sulla base di una classifica che ha riunito le squadre qualificate alla fase finale e che ha tenuto conto dei risultati ottenuti nella fase a gironi.

#### Classifica avulsa
| S  | G | Squadra           | Pt | G | V | N | P | GF | GS | DG  |
| -- | - | ----------------- | -- | - | - | - | - | -- | -- | --- |
| 1  | G | Palmeiras         | 18 | 6 | 6 | 0 | 0 | 17 | 4  | +13 |
| 2  | D | San Paolo         | 14 | 6 | 4 | 2 | 0 | 10 | 4  | +6  |
| 3  | E | Racing Club       | 13 | 6 | 4 | 1 | 1 | 14 | 3  | +11 |
| 4  | B | River Plate       | 12 | 6 | 3 | 3 | 0 | 13 | 7  | +6  |
| 5  | A | Estudiantes (LP)  | 12 | 6 | 4 | 0 | 2 | 11 | 5  | +6  |
| 6  | H | Vélez Sarsfield   | 11 | 6 | 3 | 2 | 1 | 11 | 4  | +7  |
| 7  | F | Internacional     | 11 | 6 | 3 | 2 | 1 | 12 | 8  | +4  |
| 8  | C | LDU Quito         | 11 | 6 | 3 | 2 | 1 | 8  | 4  | +4  |
|    |   |                   |    |   |   |   |   |    |    |     |
| 9  | A | Botafogo          | 12 | 6 | 4 | 0 | 2 | 8  | 5  | +3  |
| 10 | H | Peñarol           | 11 | 6 | 3 | 2 | 1 | 9  | 4  | +5  |
| 11 | C | Flamengo          | 11 | 6 | 3 | 2 | 1 | 6  | 3  | +3  |
| 12 | F | Atlético Nacional | 9  | 6 | 3 | 0 | 3 | 7  | 6  | +1  |
| 13 | D | Libertad          | 9  | 6 | 2 | 3 | 1 | 6  | 5  | +1  |
| 14 | E | Fortaleza         | 8  | 6 | 2 | 2 | 2 | 8  | 5  | +3  |
| 15 | B | Universitario     | 8  | 6 | 2 | 2 | 2 | 4  | 4  | 0   |
| 16 | G | Cerro Porteño     | 7  | 6 | 2 | 1 | 3 | 7  | 11 | -4  |

| Urna 1 | Urna 2 |
| --- | --- |
| - Palmeiras (1) - San Paolo (2) - Racing Club (3) - River Plate (4) - Estudiantes (LP) (5) - Vélez Sarsfield (6) - Internacional (7) - LDU Quito (8) | - Botafogo (9) - Peñarol (10) - Flamengo (11) - Atlético Nacional (12) - Libertad (13) - Fortaleza (14) - Universitario (15) - Cerro Porteño (16) |

## Tabellone
|  | Ottavi di finale (12-21 agosto) | Ottavi di finale (12-21 agosto) | Ottavi di finale (12-21 agosto) | Ottavi di finale (12-21 agosto) |   |                           | Quarti di finale (16-25 settembre) | Quarti di finale (16-25 settembre) | Quarti di finale (16-25 settembre) | Quarti di finale (16-25 settembre) |  |                           | Semifinali (21-30 ottobre) | Semifinali (21-30 ottobre) | Semifinali (21-30 ottobre) | Semifinali (21-30 ottobre) |                           |   | Finale (29 novembre) | Finale (29 novembre) |
|  |                                 |                                 |                                 |                                 |   |                           |                                    |                                    |                                    |                                    |  |                           |                            |                            |                            |                            |                           |   |                      |                      |
|  | Atl. Nacional                   | 0                               | 1                               | 1 (3)                           |   |                           |                                    |                                    |                                    |                                    |  |                           |                            |                            |                            |                            |                           |   |                      |                      |
|  | San Paolo (dtr)                 | 0                               | 1                               | 1 (4)                           |   |                           |                                    |                                    |                                    |                                    |  |                           |                            |                            |                            |                            |                           |   |                      |                      |
|  | San Paolo (dtr)                 | 0                               | 1                               | 1 (4)                           |   | San Paolo                 | -                                  | -                                  | -                                  |                                    |  |                           |                            |                            |                            |                            |                           |   |                      |                      |
|  |                                 |                                 |                                 |                                 |   | San Paolo                 | -                                  | -                                  | -                                  |                                    |  |                           |                            |                            |                            |                            |                           |   |                      |                      |
|  |                                 | non conosciuta (bandiera)       | -                               | -                               | - |                           |                                    |                                    |                                    |                                    |  |                           |                            |                            |                            |                            |                           |   |                      |                      |
|  | Botafogo                        | non conosciuta (bandiera)       | -                               | -                               | - | 1                         | -                                  | -                                  |                                    |                                    |  |                           |                            |                            |                            |                            |                           |   |                      |                      |
|  | Botafogo                        |                                 |                                 |                                 |   | 1                         | -                                  | -                                  |                                    |                                    |  |                           |                            |                            |                            |                            |                           |   |                      |                      |
|  | LDU Quito                       | 0                               | -                               | -                               |   |                           |                                    |                                    |                                    |                                    |  |                           |                            |                            |                            |                            |                           |   |                      |                      |
|  | LDU Quito                       | 0                               | -                               | -                               |   |                           |                                    |                                    |                                    |                                    |  | non conosciuta (bandiera) | -                          | -                          | -                          |                            |                           |   |                      |                      |
|  |                                 |                                 |                                 |                                 |   |                           |                                    |                                    |                                    |                                    |  | non conosciuta (bandiera) | -                          | -                          | -                          |                            |                           |   |                      |                      |
|  |                                 | non conosciuta (bandiera)       | -                               | -                               | - |                           |                                    |                                    |                                    |                                    |  |                           |                            |                            |                            |                            |                           |   |                      |                      |
|  | Universitario                   | non conosciuta (bandiera)       | -                               | -                               | - | 0                         | -                                  | -                                  |                                    |                                    |  |                           |                            |                            |                            |                            |                           |   |                      |                      |
|  | Universitario                   |                                 |                                 |                                 |   | 0                         | -                                  | -                                  |                                    |                                    |  |                           |                            |                            |                            |                            |                           |   |                      |                      |
|  | Palmeiras                       | 4                               | -                               | -                               |   |                           |                                    |                                    |                                    |                                    |  |                           |                            |                            |                            |                            |                           |   |                      |                      |
|  | Palmeiras                       | 4                               | -                               | -                               |   | non conosciuta (bandiera) | -                                  | -                                  | -                                  |                                    |  |                           |                            |                            |                            |                            |                           |   |                      |                      |
|  |                                 |                                 |                                 |                                 |   | non conosciuta (bandiera) | -                                  | -                                  | -                                  |                                    |  |                           |                            |                            |                            |                            |                           |   |                      |                      |
|  |                                 | non conosciuta (bandiera)       | -                               | -                               | - |                           |                                    |                                    |                                    |                                    |  |                           |                            |                            |                            |                            |                           |   |                      |                      |
|  | Libertad                        | non conosciuta (bandiera)       | -                               | -                               | - | 0                         | -                                  | -                                  |                                    |                                    |  |                           |                            |                            |                            |                            |                           |   |                      |                      |
|  | Libertad                        |                                 |                                 |                                 |   | 0                         | -                                  | -                                  |                                    |                                    |  |                           |                            |                            |                            |                            |                           |   |                      |                      |
|  | River Plate                     | 0                               | -                               | -                               |   |                           |                                    |                                    |                                    |                                    |  |                           |                            |                            |                            |                            |                           |   |                      |                      |
|  | River Plate                     | 0                               | -                               | -                               |   |                           |                                    |                                    |                                    |                                    |  |                           |                            |                            |                            |                            | non conosciuta (bandiera) | - |                      |                      |
|  |                                 |                                 |                                 |                                 |   |                           |                                    |                                    |                                    |                                    |  |                           |                            |                            |                            |                            |                           | - |                      |                      |
|  |                                 | non conosciuta (bandiera)       | -                               |                                 |   |                           |                                    |                                    |                                    |                                    |  |                           |                            |                            |                            |                            |                           |   |                      |                      |
|  | Fortaleza                       | non conosciuta (bandiera)       | -                               | 0                               | 0 | 0                         |                                    |                                    |                                    |                                    |  |                           |                            |                            |                            |                            |                           |   |                      |                      |
|  | Fortaleza                       |                                 |                                 | 0                               | 0 | 0                         |                                    |                                    |                                    |                                    |  |                           |                            |                            |                            |                            |                           |   |                      |                      |
|  | Vélez Sarsfield                 | 0                               | 2                               | 2                               |   |                           |                                    |                                    |                                    |                                    |  |                           |                            |                            |                            |                            |                           |   |                      |                      |
|  | Vélez Sarsfield                 | 0                               | 2                               | 2                               |   | Vélez Sarsfield           | -                                  | -                                  | -                                  |                                    |  |                           |                            |                            |                            |                            |                           |   |                      |                      |
|  |                                 |                                 |                                 |                                 |   | Vélez Sarsfield           | -                                  | -                                  | -                                  |                                    |  |                           |                            |                            |                            |                            |                           |   |                      |                      |
|  |                                 | Racing                          | -                               | -                               | - |                           |                                    |                                    |                                    |                                    |  |                           |                            |                            |                            |                            |                           |   |                      |                      |
|  | Peñarol                         | Racing                          | -                               | -                               | - | 1                         | 1                                  | 2                                  |                                    |                                    |  |                           |                            |                            |                            |                            |                           |   |                      |                      |
|  | Peñarol                         |                                 |                                 |                                 |   | 1                         | 1                                  | 2                                  |                                    |                                    |  |                           |                            |                            |                            |                            |                           |   |                      |                      |
|  | Racing                          | 0                               | 3                               | 3                               |   |                           |                                    |                                    |                                    |                                    |  |                           |                            |                            |                            |                            |                           |   |                      |                      |
|  | Racing                          | 0                               | 3                               | 3                               |   |                           |                                    |                                    |                                    |                                    |  | Argentina (bandiera)      | -                          | -                          | -                          |                            |                           |   |                      |                      |
|  |                                 |                                 |                                 |                                 |   |                           |                                    |                                    |                                    |                                    |  | Argentina (bandiera)      | -                          | -                          | -                          |                            |                           |   |                      |                      |
|  |                                 | non conosciuta (bandiera)       | -                               | -                               | - |                           |                                    |                                    |                                    |                                    |  |                           |                            |                            |                            |                            |                           |   |                      |                      |
|  | Flamengo                        | non conosciuta (bandiera)       | -                               | -                               | - | 1                         | -                                  | -                                  |                                    |                                    |  |                           |                            |                            |                            |                            |                           |   |                      |                      |
|  | Flamengo                        |                                 |                                 |                                 |   | 1                         | -                                  | -                                  |                                    |                                    |  |                           |                            |                            |                            |                            |                           |   |                      |                      |
|  | Internacional                   | 0                               | -                               | -                               |   |                           |                                    |                                    |                                    |                                    |  |                           |                            |                            |                            |                            |                           |   |                      |                      |
|  | Internacional                   | 0                               | -                               | -                               |   | non conosciuta (bandiera) | -                                  | -                                  | -                                  |                                    |  |                           |                            |                            |                            |                            |                           |   |                      |                      |
|  |                                 |                                 |                                 |                                 |   | non conosciuta (bandiera) | -                                  | -                                  | -                                  |                                    |  |                           |                            |                            |                            |                            |                           |   |                      |                      |
|  |                                 | non conosciuta (bandiera)       | -                               | -                               | - |                           |                                    |                                    |                                    |                                    |  |                           |                            |                            |                            |                            |                           |   |                      |                      |
|  | Cerro Porteño                   | non conosciuta (bandiera)       | -                               | -                               | - | 0                         | -                                  | -                                  |                                    |                                    |  |                           |                            |                            |                            |                            |                           |   |                      |                      |
|  | Cerro Porteño                   |                                 |                                 |                                 |   | 0                         | -                                  | -                                  |                                    |                                    |  |                           |                            |                            |                            |                            |                           |   |                      |                      |
|  | Estudiantes                     | 1                               | -                               | -                               |   |                           |                                    |                                    |                                    |                                    |  |                           |                            |                            |                            |                            |                           |   |                      |                      |

## Ottavi di finale
Le partite di andata degli ottavi di finale si disputano tra il 12 e il 14 agosto 2025, mentre le gare di ritorno si terranno tra il 19 e il 21 agosto 2025.
| Squadra 1         | Totale        | Squadra 2        | Andata | Ritorno   |
| ----------------- | ------------- | ---------------- | ------ | --------- |
| Atlético Nacional | 1–1 (3-4 dtr) | San Paolo        | 0–0    | 1–1       |
| Fortaleza         | 0–2           | Vélez Sarsfield  | 0–0    | 0–2       |
| Flamengo          | 1–0           | Internacional    | 1–0    | 20 agosto |
| Universitario     | 0–4           | Palmeiras        | 0–4    | 21 agosto |
| Libertad          | 0–0           | River Plate      | 0–0    | 21 agosto |
| Cerro Porteño     | 0–1           | Estudiantes (LP) | 0–1    | 20 agosto |
| Peñarol           | 2–3           | Racing Club      | 1–0    | 1–3       |
| Botafogo          | 1–0           | LDU Quito        | 1–0    | 21 agosto |

### Risultati

#### San Paolo – Atlético Nacional
| Medellín 12 agosto 2025, ore 19:30 UTC-5 Ottavi di finale (andata) | Atlético Nacional | 0 – 0 referto | San Paolo | Estadio Atanasio Girardot (? spett.)\| Arbitro: \| Gustavo Tejera \| |
| Arbitro:                                                           | Gustavo Tejera    |               |           |                                                                      |

| Arbitro: | Maximiliano Ramírez |

|                                                |                      |                                               |
| André Silva 3’                                 | Marcatori            | 70’ (rig.) Morelos                            |
| Lucas Moura Marcos Antônio Luciano Díaz Cédric | Tiri di rigore 4 – 3 | M. Uribe Campuzano Morelos Tesillo Hinestroza |

Permanendo il risultato di parità (1–1) dopo la fine dei tempi regolamentari della gara di ritorno, sono stati necessari i tiri di rigore dai quali è uscito vincitore il San Paolo, che in tal modo ha eliminato l'Atlético Nacional e si è qualificato ai quarti di finale.

#### Vélez Sarsfield – Fortaleza
| Fortaleza 12 agosto 2025, ore 19:00 UTC-3 Ottavi di finale (andata) | Fortaleza    | 0 – 0 referto | Vélez Sarsfield | Arena Castelão (27 955 spett.)\| Arbitro: \| Derlis López \| |
| Arbitro:                                                            | Derlis López |               |                 |                                                              |

| Arbitro: | Andrés Rojas |

|                       |           |  |
| Carrizo 7’ Galván 28’ | Marcatori |  |

Con il risultato aggregato di 2–0 in proprio favore, il Vélez Sarsfield ha eliminato il Fortaleza e si è qualificato ai quarti di finale.

#### Internacional – Flamengo
| Arbitro: | Darío Herrera |

|                    |           |  |
| Bruno Henrique 28’ | Marcatori |  |

| Porto Alegre 20 agosto 2025, ore 21:30 UTC-3 Ottavi di finale (ritorno) | Internacional    | – (tot.: 0–1) referto | Flamengo | Estadio Beira-Rio\| Arbitro: \| Esteban Ostojich \| |
| Arbitro:                                                                | Esteban Ostojich |                       |          |                                                     |

#### Palmeiras – Universitario
| Arbitro: | Facundo Tello |

|  |           |                                                     |
|  | Marcatori | 7’ (rig.) Gómez 13’ López 30’ Vitor Roque 75’ López |

| San Paolo 21 agosto 2025, ore 21:30 UTC-3 Ottavi di finale (ritorno) | Palmeiras  | – (tot.: 4–0) referto | Universitario | Allianz Parque\| Arbitro: \| Piero Maza \| |
| Arbitro:                                                             | Piero Maza |                       |               |                                            |

#### River Plate – Libertad
| Asunción 14 agosto 2025, ore 21:30 UTC-3 Ottavi di finale (andata) | Libertad       | 0 – 0 referto | River Plate | Estadio La Huerta (? spett.)\| Arbitro: \| Wilton Sampaio \| |
| Arbitro:                                                           | Wilton Sampaio |               |             |                                                              |

| Buenos Aires 21 agosto 2025, ore 21:30 UTC-3 Ottavi di finale (ritorno) | River Plate    | – (tot.: 0–0) referto | Libertad | Estadio Monumental\| Arbitro: \| Andrés Matonte \| |
| Arbitro:                                                                | Andrés Matonte |                       |          |                                                    |

#### Estudiantes – Cerro Porteño
| Arbitro: | Piero Maza |

|  |           |                        |
|  | Marcatori | 90+8’ (rig.) Ascacíbar |

| La Plata 20 agosto 2025, ore 19:00 UTC-3 Ottavi di finale (ritorno) | Estudiantes (LP) | – (tot.: 1–0) referto | Cerro Porteño | Estadio Jorge Luis Hirschi\| Arbitro: \| Jesús Valenzuela \| |
| Arbitro:                                                            | Jesús Valenzuela |                       |               |                                                              |

#### Racing Club – Peñarol
| Arbitro: | Raphael Claus |

|            |           |  |
| Terans 78’ | Marcatori |  |

| Arbitro: | Wilmar Roldán |

|                                             |           |             |
| Martínez 7’ Martínez 83’ (rig.) Pardo 90+4’ | Marcatori | 15’ Herrera |

Con il risultato aggregato di 3–2 in proprio favore, il Racing Club ha eliminato il Peñarol e si è qualificato ai quarti di finale.

#### Liga de Quito – Botafogo
| Arbitro: | Wilmar Roldán |

|          |           |  |
| Artur 1’ | Marcatori |  |

| Quito 21 agosto 2025, ore 17:00 UTC-5 Ottavi di finale (ritorno) | LDU Quito     | – (tot.: 0–1) referto | Botafogo | Estadio Rodrigo Paz Delgado\| Arbitro: \| Facundo Tello \| |
| Arbitro:                                                         | Facundo Tello |                       |          |                                                            |